# Flower of the Dusk
Flower of the Dusk er en amerikansk stumfilm fra 1918 af John H. Collins.

## Medvirkende
- Viola Dana som Barbara North
- Howard Hall som Ambrose North
- Jack McGowan som Roger Austin
- Margaret McWade som Miriam
- Bliss Milford som Mattie Austin